# آلبنس
آلبنس (به اسپانیایی: Albons) یک شهرستان در اسپانیا است که در استان خرنا واقع شده‌است.

## خصوصیات
آلبنس ۱۱٫۱۸ کیلومترمربع مساحت و ۷۱۰ نفر جمعیت دارد.